# Carl Aage Trier
Carl Aage Trier (født 22. juni 1871, død 1. juli 1929) var en dansk forfatter og historiker med en ph.d.
Trier blev født i en jødisk familie. Hans far var lægen, professor og forfatter Frederik Jacob Trier (1831-1898). Folketingsmanden, cand. mag. Svend Trier (f. 1877) var hans bror.
Triers personlige arkiv med bland andet breve er bevaret i Dansk Jødisk Museum